# Subdivisions du Cambodge
À la fin de 2013, le Cambodge comprenait 25 provinces (khmer ខេត្ត, khet) et la capitale Phnom Penh, divisées en 185 districts, eux-mêmes répartis en 1 621 communes et 13 694 villages.

## Divisions de premier niveau: provinces et capitale

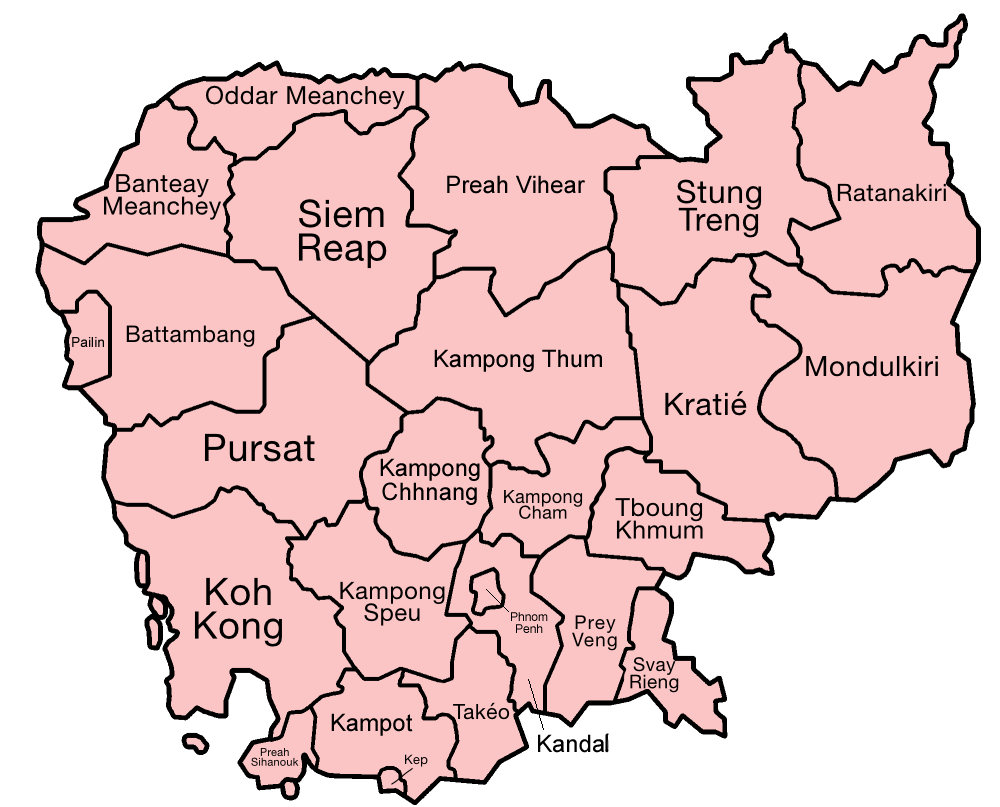
Localisation des provinces.

| Subdivision                   | Type     | Capitale        | Superficie (km²) | Population (2008) | Densité (hab./km²) |
| ----------------------------- | -------- | --------------- | ---------------- | ----------------- | ------------------ |
| Banteay Mean Chey             | Province | Sisophon        | +06 679,         | +0678 033,        | +0101,5            |
| Battambang                    | Province | Battambang      | +11 702,         | +1 024 663,       | +0087,6            |
| Kompong Cham                  | Province | Kompong Cham    | +09 799,         | +1 680 694,       | +0171,5            |
| Kampong Chhnang               | Province | Kampong Chhnang | +05 521,         | +0471 616,        | +0085,4            |
| Kampong Spoe                  | Province | Kampong Spoe    | +07 017,         | +0716 517,        | +0102,1            |
| Kampong Thom                  | Province | Kampong Thom    | +13 814,         | +0630 803,        | +0045,7            |
| Kampot                        | Province | Kampot          | +04 873,         | +0585 110,        | +0120,1            |
| Kandal                        | Province | Ta Khmau        | +03 568,         | +1 265 085,       | +0354,6            |
| Kaoh Kong                     | Province | Kaoh Kong       | +11 160,         | +0139 722,        | +0012,5            |
| Kep                           | Province |                 | +00336,          | +0035 753,        | +0106,4            |
| Kratie                        | Province | Kratie          | +11 094,         | +0318 523,        | +0028,7            |
| Mondol Kiri                   | Province | Sen Monorom     | +14 288,         | +0060 811,        | +0004,3            |
| Otdar Mean Cheay              | Province | Phumi Samraong  | +06 158,         | +0185 443,        | +0030,1            |
| Pailin                        | Province |                 | +00803,          | +0070 482,        | +0087,8            |
| Phnom Penh                    | Capitale |                 | +00290,          | +2 000 064,       | +6 896,8           |
| Pouthisat                     | Province | Pouthisat       | +12 692,         | +0397 107,        | +0031,3            |
| Preah Vihear                  | Province | Tbeng Meancheay | +13 788,         | +0170 852,        | +0012,4            |
| Prey Veng                     | Province | Prey Veng       | +04 883,         | +0947 357,        | +0194,             |
| Rotanah Kiri                  | Province | Banlung         | +10 782,         | +0149 997,        | +0013,9            |
| Siem Reap                     | Province | Siem Reap       | +10 299,         | +0896 309,        | +0087,             |
| Sihanoukville (Preah Sihanuk) | Province |                 | +00868,          | +0199 902,        | +0230,3            |
| Stoeng Treng                  | Province | Stoeng Treng    | +11 092,         | +0111 734,        | +0010,1            |
| Svay Rieng                    | Province | Svay Rieng      | +02 966,         | +0482 785,        | +0162,8            |
| Takeo                         | Province | Takeo           | +03 563,         | +0843 931,        | +0236,9            |

## Divisions de second niveau: districts, municipalités et sections

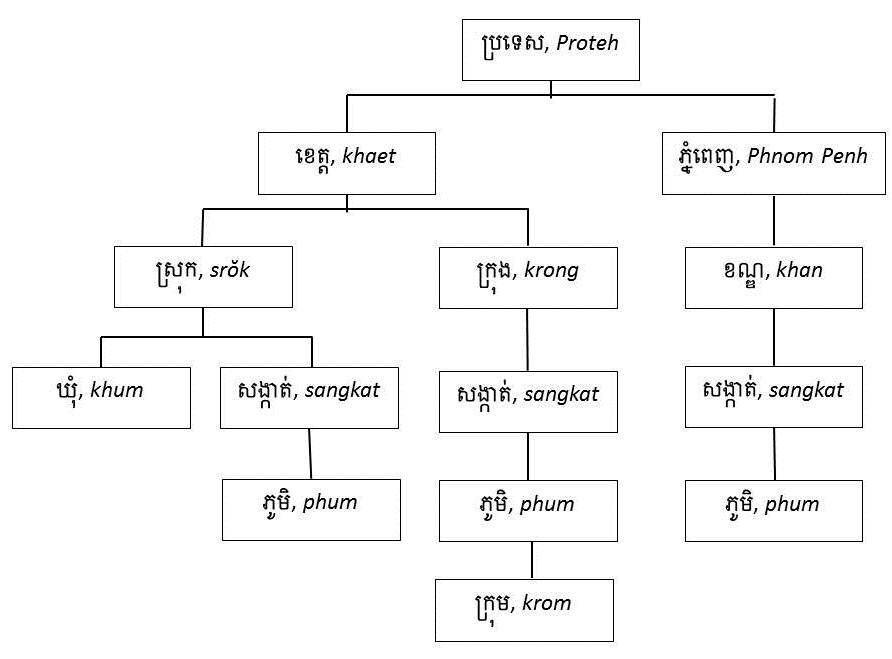
La hiérarchie des différentes entités administratives cambodgiennes

Les provinces sont divisées en districts (ស្រុក, srŏk) et en municipalités (ក្រុង, krong).
Les districts sont divisés en communes (ឃុំ, khum) et en quartiers (សង្កាត់, sangkat), eux-mêmes divisés en villages (ភូមិ, phum).
Les municipalités sont divisées en quartiers (សង្កាត់, sangkat), eux-mêmes divisés en villages (ភូមិ, phum), eux-mêmes divisés en groupes (krom).
La capitale est divisée en sections (ខ័ណ្ឌ, khan), elles-mêmes divisées en quartiers (សង្កាត់, sangkat), eux-mêmes divisés en villages (ភូមិ, phum).

## Histoire
Au XIXe siècle, le pays est composé de terres (ដី, Dey) qui s’apparente aux apanages de l’Europe médiévale. Elles comprennent un nombre de provinces qui dépend de l’importance de leur propriétaire. Ces derniers nomment et démettent à leur guise les gouverneurs de leurs fiefs. Ces prérogatives sont par la suite transférées au roi par Ang Duong, désireux de mieux asseoir son autorité et d’en simplifier l’administration.
Quand les Français s’installent au début des années 1860, les terres sont dans un premier temps maintenues, Norodom se contentant d’attendre la mort de leurs propriétaires pour les faire disparaître. Dans le même temps, en 1884, le nouveau pouvoir colonial impose au roi une réforme administrative qui transforme les 57 provinces alors existantes en 33 arrondissements chapeautés par 8 régions (Banon, Kampot, Kampong Chhnang, Kampong Thom, Kratie, Krouch Chhmar, Phnom Penh et Pouthisat) à la tête desquelles sont nommés des résidents français chargés notamment de la désignation des fonctionnaires locaux. Dès 1886, une nouvelle réforme réduit les régions à 5, faisant disparaître celles de Banon, Kampong Chhnang et Krouch Chhmar. 
En 1975, le gouvernement Khmer rouge avait supprimé toutes les divisions administratives traditionnelles. Il avait remplacé les provinces par sept zones géographiques : Nord-Ouest, Nord, Nord-Est, Est Sud-Ouest, Ouest et Centre.
Ces zones étaient dérivées de divisions militaires établies par les Khmers rouges lors de leur lutte contre la République khmère du général Lon Nol.
En 1988, la province de Battambang se trouve amputée de 5 districts qui deviennent la nouvelle province de Banteay Mean Chey.
En 1996, à la suite des accords liés à la reddition d'Ieng Sary, la ville de Pailin est à son tour détachée de la province de Battambang pour constituer un fief à l'ancien ministre des affaires étrangères khmer rouge. Il faudra par contre attendre le 22 décembre 2008 pour que Pailin accède au statut de municipalité autonome en même temps que Kep et Sihanoukville.
Enfin, en décembre 2013 la province de Kompong Cham est scindée en deux et perd les territoires à l'est du Mékong qui deviennent la province de Tbong Khmum. Le gouvernement a justifié la scission par une volonté d’améliorer l’efficacité de l’appareil administratif dans une province qui était devenue la plus peuplée du Cambodge mais ses adversaires y ont vu une manœuvre politique destinée à dissocier les districts restés fidèles à la cause gouvernementale d’une circonscription qui est devenue le fief de l’opposition. En fait, lors des élections du 28 juillet 2013, le Parti du sauvetage national du Cambodge (opposition) avait raflé 59,17 % des voix, contre 35,43 % au Parti du peuple cambodgien (gouvernement), dans les districts restant rattaché à Kampong Cham alors que la tendance s’inversait dans ceux de la nouvelle province où le parti au pouvoir obtenait 51,86 % contre 42,86 % à ses rivaux.